# 域陀·費南迪斯
维克托·费尔南德斯·布劳里奧（西班牙語：Víctor Fernández Braulio，1960年11月28日—），是一名西班牙足球員發足球教練。1995年曾帶領皇家薩拉戈薩贏得歐洲盃賽冠軍盃，2004年12月12日帶領FC波圖贏得洲際盃冠軍。2014年7月-2015年4月曾任西甲拉科鲁尼亚主帅。

## 榮譽
薩拉戈薩
- 西班牙國王盃: 1993–94
- 歐洲盃賽冠軍盃: 1994–95[6]

切爾達
- 歐洲足協圖圖盃: 2000

波圖
- 葡萄牙超級盃: 2004
- 洲際盃足球賽: 2004
- 歐洲超級盃: 2004（亞軍）